# Миклердрамер Микки
«Миклердрамер Микки» — американский короткометражный мультфильм 1933 года, созданный Walt Disney Productions и выпущенный United Artists. Это был 54-й короткометражный фильм о Микки Маусе и четвёртый в том году.

## Роли озвучивали
- Микки Маус: Уолт Дисней[4]
- Минни Маус: Марцеллит Гарнер
- Гораций Хорсколлар[англ.]: Билли Блэтчер
- Кларабель Корова: Эльвия Оллман
- Гуфи: Пинто Колвиг

## Выпуск
Этот короткометражный фильм был выпущен 7 декабря 2004 года в составе сборника Walt Disney Treasures: Mickey Mouse in Black and White, Volume Two: 1929-1935.